# Suziann Reid
Suziann Reid, född den 14 januari 1977, är en amerikansk friidrottare som tävlar i kortdistanslöpning.
Reids främsta merit kom när hon tillsammans med Maicel Malone-Wallace, Michelle Collins och Jearl Miles-Clark blev silvermedaljörer på 4 x 400 meter vid VM 1999 i Sevilla. Vid samma mästerskap var hon i semifinalen på 400 meter men blev där utslagen.
Vid inomhus-VM 2001 slutade hon sexa på 400 meter.

## Personliga rekord
- 400 meter - 50,74